# Amdi Petersens Armé
 Der er for få eller ingen kildehenvisninger i denne artikel, hvilket er et problem. Du kan hjælpe ved at angive troværdige kilder til de påstande, som fremføres i artiklen.

Amdi Petersens Armé var et dansk hardcore punk-band. Bandets lyd var inspireret af tidlig US hardcore. Musikken var simpel, rå, hurtig og med danske tekster.[kilde mangler] Bandets navn er inspireret af navnet på den danske grundlægger af skolesamarbejdet "Tvind", Mogens Amdi Petersen. Medlemmer af bandet blev senere en del af andre punkbands, såsom No hope for the kids og Gorilla Angreb.[kilde mangler] Tommas "Banger" Svendsen var desuden medstifter af pladeselskabet Kick'n'Punch, der udgav de fleste danske punk bands i perioden.[kilde mangler]

## Medlemmer
- Amdi Peter (vokal og guitar)
- Skralle (trommer)
- Tommas Svendsen (bas)

Derudover har forskellige liveguitarister optrådt med bandet.

## Diskografi
- s/t demo (band 1999)
- Amdi Petersens Armé E.P. 7" (Kick'n'Punch, 2000)
- Blod ser mere virkeligt ud på film 7" (Kick'n'Punch, 2002)
- Blod ser mere virkeligt ud på film 7" (Havoc, 2002)

### Kompilationer
- København I Ruiner 2x7" (Kick N Punch 2003)
- Histeria 2 lp (Lengua Armada 2003)